# Пушкинский сельсовет (Липецкая область)
Пушкинский сельсовет — сельское поселение в Добринском районе Липецкой области Российской Федерации.
Административный центр — село Пушкино.

## История
Статус и границы сельского поселения установлены Законом Липецкой области от 23 сентября 2004 года № 126-ОЗ «Об установлении границ муниципальных образований Липецкой области»

## Население
| 2010  | 2012  | 2013  | 2014  | 2015  | 2016  | 2017  |
| ----- | ----- | ----- | ----- | ----- | ----- | ----- |
| 1577  | ↘1541 | ↘1505 | ↘1496 | ↘1493 | ↘1462 | ↘1447 |
| 2018  | 2021  |       |       |       |       |       |
| ↗1470 | ↘1466 |       |       |       |       |       |

## Состав сельского поселения
| № | Населённый пункт | Тип населённого пункта       | Население |
| - | ---------------- | ---------------------------- | --------- |
| 1 | Большая Отрада   | село                         | 273       |
| 2 | Веселовка        | деревня                      | 31        |
| 3 | Заря             | деревня                      | ↘38       |
| 4 | Малая Отрада     | деревня                      | 36        |
| 5 | Пушкино          | село, административный центр | 1091      |
| 6 | Слава            | деревня                      | 108       |